# Jalpa
Jalpa é um município do estado de Zacatecas, no México.